# 72-K 25mm対空砲
72-K 25mm対空砲（M1940）はソビエト連邦の高射砲である。

## 概要
1940年初頭にカリーニングラード（現在のコロリョフ）にて生産が開始された。
設計主任はミハイル・ロギノフ。
25mm対空砲は当時各国で使用されていたが、ソ連ではスウェーデンから輸入した艦載用のボフォースm/32 25mm機関砲を僅かに保有する程度であった。
量産された本砲は装甲列車の対空火器としても使用されていた。

## 参考
- Soviet 25mm Anti-Aircraft gun(Automatic gun) 72-K Model 1940 – Walk around photos